# 대구 백불암 고택
대구 둔산동 경주최씨 종택은 대한민국 대구광역시 동구 둔산동의 전통마을인 옻골마을 내에 있는 가옥이다. 2009년 6월 19일 국가민속문화재 제261호로 지정되었다.

## 개요
대구 경주최씨 종택은 대구광역시 동구 둔산동의 전통마을인 옻골마을 내에 있으며, 종가를 비롯한 다양한 용도의 건물들이 별도의 구역을 가지면서 종택이라는 한 공간 안에 존재하면서 멸실되지 않고 각 고유의 공간을 유지한 채 현존하는 희귀한 예를 갖고 있는 가옥이다.
또한 유교사상에 입각한 각 건물의 배치구성 수법과 남녀의 공간구분 등은 전통적인 기법을 그대로 따르고 있으며, 이 지역 민가에서는 잘 보이지 않은 “ㅁ”자형 평면형태의 사용은 종가 건축에 대한 이 지역 양반들의 인식을 엿볼 수 있는 좋은 자료로서 민속적·건축적·문화재적 가치가 충분하여 국가지정문화재(중요민속자료)로 지정되었다.

## 같이 보기
- 경주 최씨

## 참고 자료
- 대구 백불암 고택 - 국가유산청 국가유산포털